# Przechodzisko
Przechodzisko – wieś w Polsce położona w województwie lubelskim, w powiecie bialskim, w gminie Drelów.
Wieś była własnością starosty guzowskiego i nowomiejskiego Stanisława Opalińskiego, leżała w województwie podlaskim w 1673 roku. W latach 1975–1998 miejscowość administracyjnie należała do województwa bialskopodlaskiego.
Wieś jest sołectwem w gminie Drelów. Według Narodowego Spisu Powszechnego z roku 2011 wieś liczyła 183 mieszkańców.
Wierni Kościoła rzymskokatolickiego należą do parafii Niepokalanego Poczęcia Najświętszej Maryi Panny w Drelowie.

## Części wsi
| SIMC    | Nazwa    | Rodzaj    |
| ------- | -------- | --------- |
| 0011819 | Sachalin | część wsi |

## Historia
W wieku XIX wieś w dobrach Międzyrzec hrabiny Potockiej w roku 1883 było tu osad 43, z gruntem mórg 1183.